# Dioscorea sansibarensis
Dioscorea sansibarensis är en enhjärtbladig växtart som beskrevs av Ferdinand Albin Pax. Dioscorea sansibarensis ingår i släktet Dioscorea och familjen Dioscoreaceae. Inga underarter finns listade i Catalogue of Life.